# Lalmatiya
Lalmatiya (nep. लालमाटिया) – gaun wikas samiti w zachodniej części Nepalu w strefie Rapti w dystrykcie Dang Deokhuri. Według nepalskiego spisu powszechnego z 2001 roku liczył on 2899 gospodarstw domowych i 15854 mieszkańców (7877 kobiet i 7977 mężczyzn).